# Лекерта
Лекерта (бел. Лекерта) — поселок в составе Слободковского сельсовета Бобруйского района Могилёвской области Республики Беларусь.

## Географическое положение
Деревня Лекерта расположена в 1 километре к западу от Бобруйска.

## Транспорт
Через Лекерта проходит автодорога - подъезд к д.Лекерта - соединяющая Р55 Бобруйск — Глуск — Любань и Р43 Граница Российской Федерации (Звенчатка) — Кричев — Бобруйск — Ивацевичи
Через поселок Лекерта проходит автобус Бобруйск - Глуск и Бобруйск - Петровичи